# クラーク・ダッチェラー
クラーク・ダッチェラー（Clark Datchler、1964年3月27日 - ）は、イギリス出身の歌手。
1986年から1988年、そして2009年から現在、ジョニー・ヘイツ・ジャズのボーカルを担当している。

## ディスコグラフィ

### スタジオ・アルバム
- 『レインダンス』 - Raindance (1990年)
- Medicine Wheel (1992年)
- Fishing for Souls (1992年)
- Tomorrow (2007年)

### シングル
- "You Fooled Him Once Again" (1981年)
- "It Ain't Me Girl" (1983年) ※with Hot Club
- "I Don't Want You" (1984年)
- "Things Can't Get Any Worse" (1985年)
- 「光を求めて」 - "Crown of Thorns" (1990年)
- 「愛の終わりに」 - "It's Better This Way" (1990年) ※日本のみ
- "The Last Emotion" (1992年) ※Medicine Wheel名義

## 参照
- クラーク・ダッチェラー - プロフィール - Yahoo!人物名鑑